# Droga I/72 (Słowacja)
Droga krajowa 72 (słow. Cesta I/72) – droga krajowa I kategorii na Słowacji. Jednojezdniowa arteria biegnie z miasta Rymawska Sobota przez Tisovec i przełęcz Zbojská do Brezna i Podbrezovej, a stąd przez przełęcz Czertowica na północną stronę Niżnych Tatr, do skrzyżowania z drogą krajową I/18 w okolicach Liptowskiego Gródka. Trasa prowadzi przez malownicze tereny górskie, prowadząc m.in. przez Rudawy Weporskie wzdłuż granicy Parku Narodowego Muránska planina oraz przecinając Park Narodowy Niżne Tatry.

## Historia
Odcinek drogi z Hybia u północnych podnóży Niżnych Tatr przez Czertowicę do miejscowości Mýto pod Ďumbierom (tzw. słow. horský priechod Čertovica) został wybudowany w latach 1939–1942, w czasach pierwszej Republiki Słowackiej. W 2008 roku, po przeklasyfikowaniu niektórych odcinków dróg II kategorii, przedmiotowa droga została uzupełniona o dawny odcinek drogi II/530 Tisovec – Brezno oraz o odcinek drogi II/531 na odcinku Tisovec – Rymawska Sobota.